# Fidżi na Letnich Igrzyskach Olimpijskich 1992
Fidżi na Letnich Igrzyskach Olimpijskich 1992 reprezentowało 18 sportowców : 14 zawodników i cztery zawodniczki. Był to 8 start reprezentacji Fidżi na letnich igrzyskach olimpijskich.

## Skład kadry

### Judo
Kobiety
- Laisa Laveti Tuifagalele - waga do 66 kg - 16. miejsce,
- Asenaca Lesivakaruakitotoiya - waga do 72 kg - 16. miejsce,

Mężczyźni
- Nacanieli Takayawa-Qerawaqa - waga do 78 kg - 34. miejsce,
- Aporosa Boginisoko - waga do 86 kg - 21. miejsce,

### Lekkoatletyka
Kobiety
- Vaciseva Tavaga

bieg na 100 m - odpadła w eliminacjach,
bieg na 200 m - odpadła w eliminacjach,
Mężczyźni
- Gabriele Qoro

bieg na 100 m - odpadł w eliminacjach,
skok w dal - 41. miejsce,
- Apisai Driu Baibai

bieg na 200 m - odpadł w eliminacjach,
bieg na 400 m - odpadł w eliminacjach,
- Binesh Prasad

bieg na 10 000 m - odpadł w eliminacjach,
maraton - nie ukończył biegu,
- Albert Miller

bieg na 110 m przez płotki - odpadł w eliminacjach,
dziesięciobój - 24. miejsce,
- Autiko Daunakamakama - bieg na 400 m przez płotki - odpadł w eliminacjach,
- Davendra Prakash Singh - bieg na 3000 m z przeszkodami - odpadł w eliminacjach,

### Pływanie
Kobiety
- Sharon Pickering

50 m stylem dowolnym - 47. miejsce,
100 m stylem dowolnym - 45. miejsce,
200 m stylem dowolnym - 34. miejsce,
100 m stylem motylkowym - 45. miejsce,
200 m stylem zmiennym - 40. miejsce,
Mężczyźni
- Carl Probert

50 m stylem dowolnym - 65. miejsce,
100 m stylem dowolnym - 71. miejsce,
200 m stylem dowolnym - 50. miejsce,
100 m stylem grzbietowym - 50. miejsce,
200 m stylem grzbietowym - 42. miejsce,
100 m stylem motylkowym - 68. miejsce,
200 m stylem zmiennym - 48. miejsce,
- Foy Gordon Chung

50 m stylem dowolnym - 70. miejsce,
100 m stylem dowolnym - 73. miejsce,
100 m stylem klasycznym - 54. miejsce,
200 m stylem klasycznym - 50. miejsce,

### Żeglarstwo
- Tony Philp - windsurfing mężczyźni - 10. miejsce,
- Colin Dunlop, Anthony Colin Philp, David Philp - klasa Soling - 23. miejsce,